# Hedda von Wessex
Der heilige Hedda von Wessex, auch Hedde oder Haedde († 7. Juli 705 in Winchester), war ein englischer Kleriker und Berater von König Ine.

## Leben
Hedda war zunächst Benediktinermönch, später Abt der Benediktinerabtei von Whitby und wurde 676 von Erzbischof Theodor von Canterbury zum Bischof der Diözese Wessex geweiht. Er war Nachfolger von Bischof Leutherius und hatte das Amt bis zu seinem Tode 705 inne. Sein Bischofssitz war zuerst Dorchester, dann Winchester.
In den dreißig Jahren als Bischof erlebte er als Könige von Wessex nacheinander Centwine, den heiligen Caedwalla und den heiligen Ine. Hedda war einer der wichtigsten Ratgeber von König Ine und hatte großen Einfluss auf dessen Gesetzgebung. Es wird berichtet, er habe die Gebeine des heiligen Birinus, dem ersten Bischof von Wessex, von Dorchester nach Winchester übertragen. Nach Felix dem Mönch weihte er den Hl. Guthlac zum Priester und bestattete ihn schließlich.
Beda berichtet von ihm, er sei ein guter und gerechter Mann gewesen, der in der Ausübung seiner Pflicht mehr durch eine angeborene Liebe zur Tugend geleitet worden sei als durch das, was er in Büchern gelesen habe.
Nach seinem Tod wurde die Diözese Wessex in die Diözesen Sherborne und Winchester geteilt. Seine Nachfolger waren der heilige Aldhelm von Sherborne in Sherborne und in Winchester Daniel von Winchester.
Gedenktag ist sein Sterbetag, der 7. Juli.